# Arborophila atrogularis
Arborophila atrogularis е вид птица от семейство Phasianidae. Видът е почти застрашен от изчезване.

## Разпространение
Видът е разпространен в Бангладеш, Индия, Китай и Мианмар.